# Honni soit qui mal y pense (film)
Pour les articles homonymes, voir Honni soit qui mal y pense.
Pour plus de détails, voir Fiche technique et Distribution.
Honni soit qui mal y pense (The Bishop's Wife) est un film de Noël américain de Henry Koster avec Cary Grant, Loretta Young et David Niven, sorti en 1947.

## Synopsis

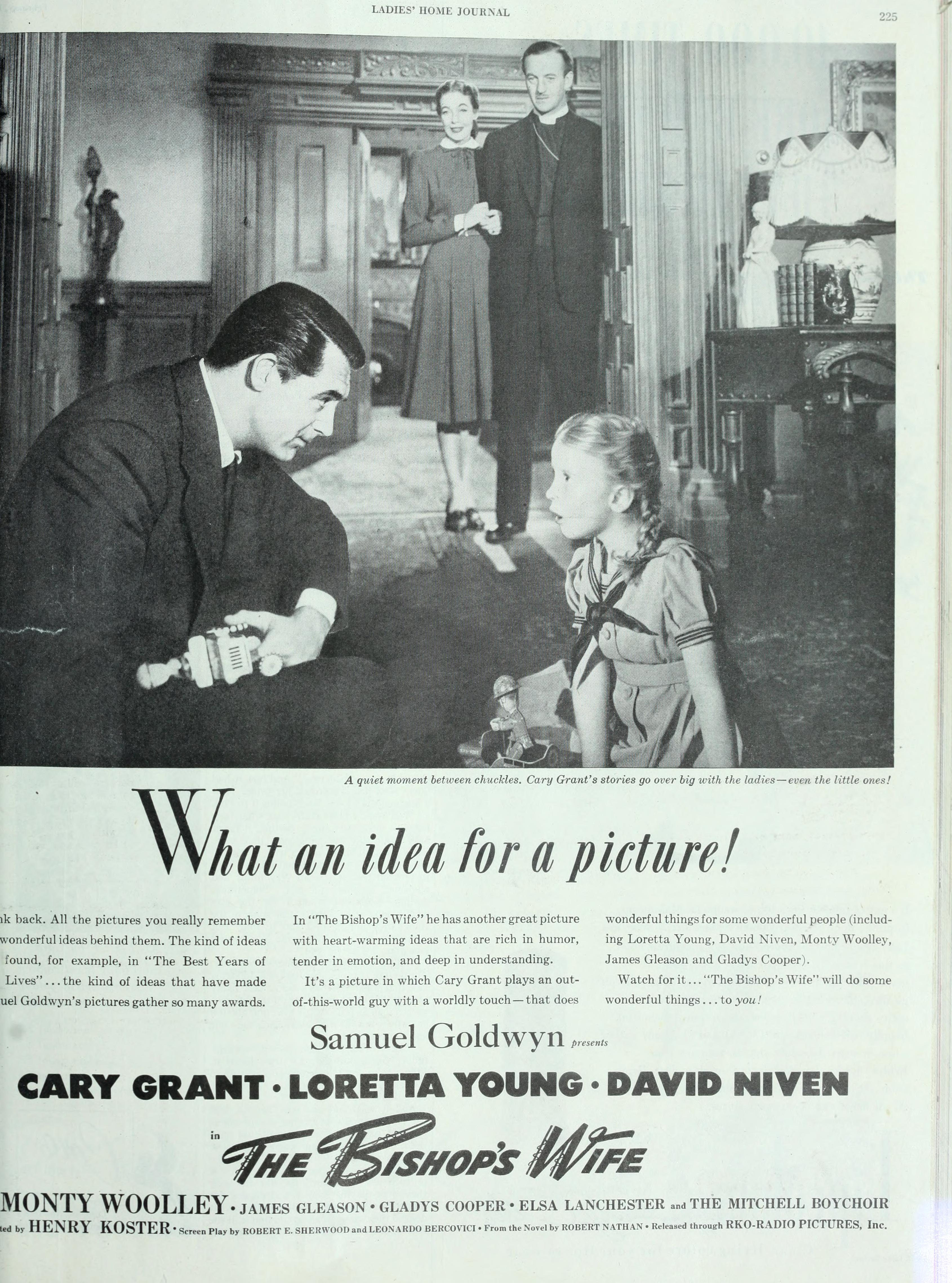
Cary Grant, Loretta Young et David Niven

L'évêque protestant épiscopalien Henry Brougham (David Niven) se demande anxieusement comment financer la construction d'une nouvelle cathédrale et il prie Dieu de l’inspirer. À sa requête, c’est un ange très séduisant nommé Dudley (Cary Grant) qui vient répondre et qui ne révèle son identité qu'à Henry.
Cependant, la mission de Dudley n’est pas d’aider à construire une cathédrale, mais de guider spirituellement Henry et son entourage. En effet, Henry a fini par être obsédé par cette collecte de fonds et néglige sa vie de famille. Ses relations avec Julia (Loretta Young) et leur fille encore jeune se sont tendues depuis qu’il ne pense plus qu’à la cathédrale.
Tout le monde, sauf Henry, est charmé par Dudley, même le Professeur Witheridge (Monty Woolley) qui n’est pas croyant. Dudley persuade les paroissiens riches, en particulier la veuve Agnes Hamilton (Gladys Cooper), d’apporter les fonds nécessaires, mais non pas pour construire la cathédrale. Il persuade Mme Hamilton de faire don de son argent pour nourrir et habiller les nécessiteux - au grand déplaisir de Henry. Pour gagner du temps, Dudley redécore également en quelques secondes l'arbre de Noël des Brougham, sauve une vieille église en suscitant à nouveau l'intérêt chez les garçons de la chorale, et de façon magique dicte à une machine à écrire le nouveau sermon de Henry - à l'insu de ce dernier.
Mais, comme Dudley passe du temps à réconforter Julia, se produit une  conséquence inattendue : il se retrouve fortement attiré par elle. Sentant cela, Henry devient jaloux et s’inquiète de savoir quand cet hôte importun en aura fini et partira. Il révèle la véritable identité de Dudley au professeur Wutheridge, qui le pousse à réagir et à se battre pour la femme qu'il aime.
Dudley montre sa volonté de rester, mais Julia, sentant ce qui le pousse, lui dit qu’il est temps pour lui de s’en aller. Dudley dit à l'évêque qu'il est rare qu’un ange en arrive à envier un mortel. Henry veut savoir pourquoi son projet de cathédrale a échoué. Dudley lui rappelle qu'il avait prié pour avoir des conseils et non un bâtiment.
Sa mission terminée et sachant que Julia aime son mari, Dudley s’en va en promettant de ne jamais revenir. Tous les souvenirs à son sujet sont effacés, et plus tard pendant la veillée de Noël à minuit, Henry prononce le sermon qu'il croit avoir lui-même écrit. Dudley observe depuis la rue, heureux que sa mission ait réussi.

## Fiche technique
- Titre original: The Bishop's Wife
- Titre français : Honni soit qui mal y pense
- Réalisateur : Henry Koster
- Scénario : Leonardo Bercovici et Robert E. Sherwood d'après un roman de Robert Nathan ; Charles Brackett et Billy Wilder (non crédités)
- Direction artistique : George Jenkins et Perry Ferguson
- Décors : Julia Heron
- Costumes : Irene Sharaff
- Photographie : Gregg Toland
- Montage : Monica Collingwood
- Musique : Hugo Friedhofer
  - Arrangements orchestraux : Jerome Moross et Marlin Skiles
- Production : Samuel Goldwyn
- Société de production : The Samuel Goldwyn Company
- Pays de production :  États-Unis
- Langue: anglais
- Format : noir et blanc – 35 mm – 1,37:1 – mono (Western Electric Recording)
- Genre : comédie romantique
- Durée: 109 minutes
- Dates de sortie :
  - États-Unis : 16 février 1948
  - France : 7 juillet 1948
- Affiche : Bernard Lancy (France)

## Distribution
- Cary Grant (VF : Jean Marchat, scènes supplémentaires : Jean Roche) : Daniel (Dudley en VO) - avec Eugene Turner comme doublure patinage
- Loretta Young (VF : Camille Fournier, scènes supplémentaires : Monique Mélinand) : Julia Brougham
- David Niven (VF : Gérard Ferrat, scènes supplémentaires : René Roussel) : l'évêque Henri (Henry en VO) Brougham
- Monty Woolley (VF : Jacques Berlioz (acteur)) : le professeur Wutheridge
- James Gleason (VF : Lucien Bryonne) : Sébastien (Sylvester en VO), le chauffeur de taxi
- Gladys Cooper (VF : Cécile Didier) : Mme Hamilton
- Elsa Lanchester : Mélanie (Matilda en VO)
- Sara Haden : Mildred Cassaway
- Karolyn Grimes (en) : Dominique (Debby en VO) Brougham
- Tito Vuolo (VF : Nicolas Amato) : Maggenti
- Regis Toomey : M. Miller
- Sarah Edwards : Mme Duffy
- Margaret McWade : Mlle Trumbull
- Anne O'Neal : Mme Ward
- Ben Erway : M. Perry
- Erville Alderson (VF : Edmond Beauchamp) : Stevens
- Eugene Borden (VF : Fernand Rauzéna) : Mario (Michel en VO)
- Almira Sessions : la première femme au restaurant
- Claire DuBrey : la deuxième femme
- Florence Auer : la troisième femme
- Dorothy Vaughan : Delia
- Isabel Jewell : la mère hystérique
- David Leonard (VF : Paul Villé) : l'aveugle
- The Robert Mitchell Boys Choir

## Autour du film
- Le réalisateur original du film était William A. Seiter avant d'être remplacé par Henry Koster. Dans la version de Seiter, Cary Grant jouait l'évêque et David Niven l'ange. Après avoir vu les premières prises, Henry Koster comprit que leur rôle ne leur convenait pas et les interchangea.

- Un remake a été réalisé en 1996, La Femme du pasteur (The Preacher's Wife) avec Denzel Washington et Whitney Houston.